# برزووکی
برزووکی (به چکی: Březůvky) یک منطقهٔ مسکونی در جمهوری چک است که در ناحیه زلین واقع شده‌است. برزووکی ۷٫۹۷ کیلومتر مربع مساحت و ۶۵۱ نفر جمعیت دارد و ۳۴۹ متر بالاتر از سطح دریا واقع شده‌است.